# Arde Lucus

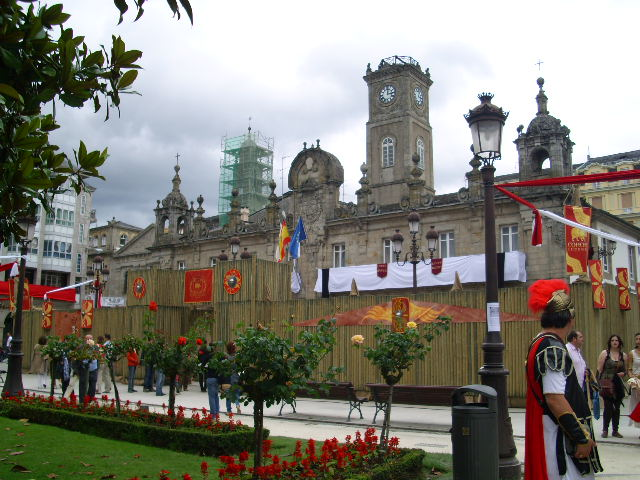
Fortalesa romana a la Praza Maior.

L'Arde Lucus (també escrit Arde Lvcvs) és una festa celebrada a la ciutat de Lugo a mitjan mes de juny que reviu el passat romà i castreny de la ciutat emmurallada, i que va sorgir per commemorar la declaració de la Muralla com a Patrimoni de la Humanitat l'any 2000.
L'any 2011 ha estat declarada Festa d'Interès Turístic de Galícia i en les seves últimes edicions ha reunit prop d'un milió de participants.
Entre les activitats que s'hi celebren destaquen un mercat artesanal, campaments, un circ romà, casaments celtes i romans o teatre, entre d'altres.

## Galeria d'imatges

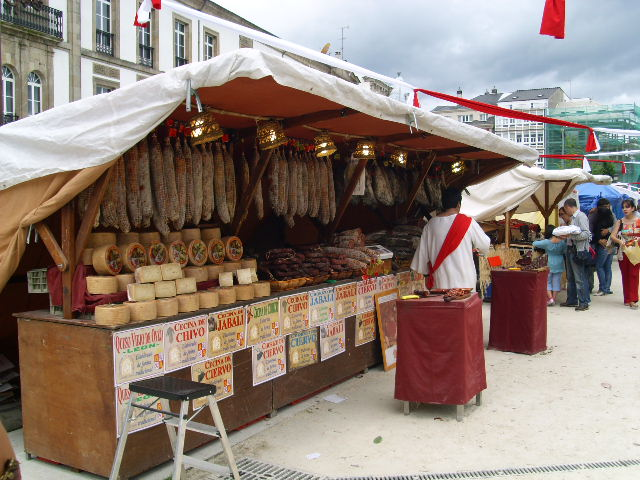
Mercat
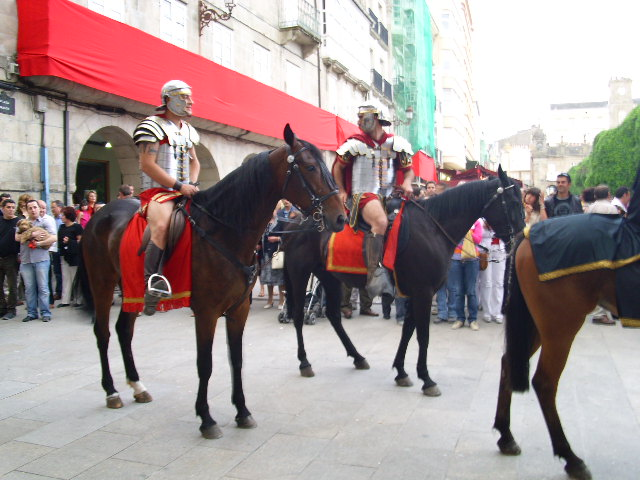
Desfilada
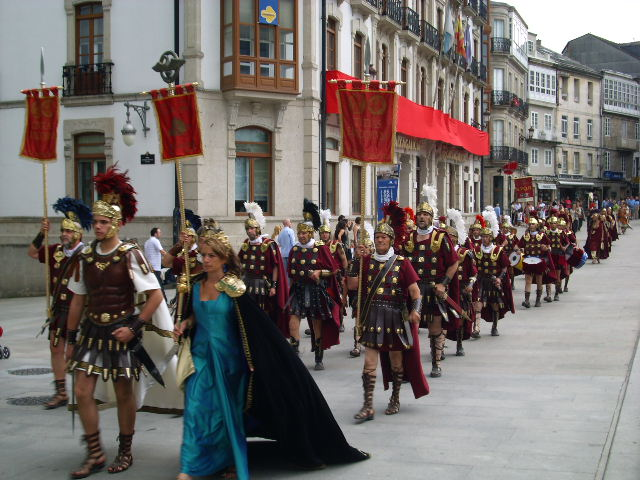
Desfilada
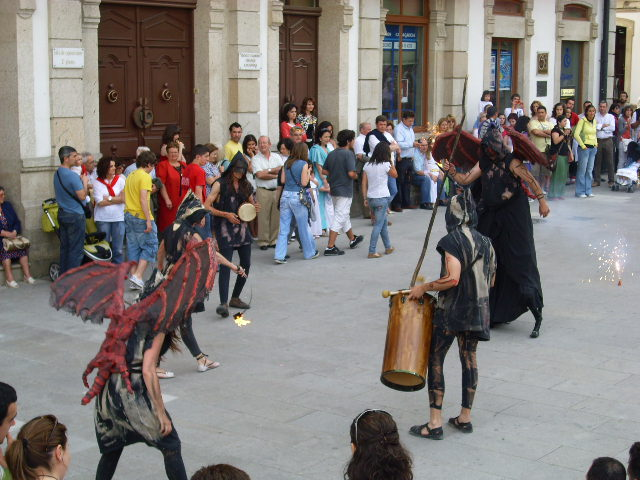
Ofrena al déu Vulcano